# Avantgardet
Avantgardet är ett svenskt rockband från Nybro bildat 2015 av Rasmus Arvidsson och Patrik Åberg.
Bandet bildades efter att Arvidsson flyttat tillbaka till Sverige efter en tid utomlands, en period av drogberoende och något som präglar texterna på den första skivan. Avantgardet har sammarbetat med Jocke Åhlund, Daniel Gilbert, Björn Olsson, Pelle Gunnerfeldt, Henrik Schyffert, Peter Birro och El Perro del Mar. Bandet har också flera gånger hyllats av fotbollsskribenten Erik Niva.
Bandet har inte något skivbolag men har sedan bildandet varit ovanligt produktiva och årligen släppt ett nytt album på egen hand. Man har också framfört stävan att spela på orter dit andra band sällan kommer som ett solidariskt åtagande.
Bandets har hyllats för sina energifyllda live-framträdanden. 2018 uppträdde bandet i Allsång på Skansen.

## Diskografi

### Album
- 2016 – För många dyra skor och döda ögon (Producent Björn Olsson)
- 2017 – På östkusten intet nytt (Producent Jocke Åhlund)
- 2018 – Alla känner apan (Producent Jocke Åhlund)[8]
- 2019 – Mellan miljonprogram och Thailand (Producent Pelle Gunnerfeldt)
- 2020 – Smile and wave (Producent Jari Haapalainen)
- 2021 – Smash and grab (Producent Jari Haapalainen)
- 2022 – Inget här är byggt för oss (Producent Jocke Åhlund)
- 2023 – Från Nybro wiv lavv
- 2024 – Noof Belfast – Nybro City

### Samlingar
- 2022 – Nybrosoundet
- 2022 – Samlade B-sidor 2016-2021

### Singlar
- 2017 – Fårskinnstearaway (andraspår: Från Borås till Montrose)
- 2017 – Hög i gränder (andraspår: Du saknar imorgon)
- 2018 – Ut i natten (andraspår: När solen går ner)
- 2018 – Alltid bakom er
- 2020 – Smile and wave (andraspår: Bankiren)
- 2021 – Bottna (andraspår: Shutter Island)
- 2021 – Resten av livet (andraspår: Fortfarande Napoleon)
- 2021 – Alla tvivel (andraspår: One way till himmelen)
- 2021 – Utanför en Chippy
- 2021 – Fyll ditt hjärta (andraspår: Nybros Notre Dame, Ta sista klivet)
- 2022 – Trasdockor (andraspår: Skriv någon musik)
- 2022 – Samma liv (andraspår: När Blitzen kommer)
- 2022 – Paria & periferi (andraspår: Om du vill låna)
- 2023 – Från Nybro wiv lavv (andraspår: Ställ inga frågor)
- 2023 – Glasgowkyss (andraspår: Alla behöver ha sitt gift)
- 2023 – Asfalten (andraspår: Basgången)
- 2024 – Dom sa – Ett glas till
- 2024 – Sjuk i huvudet – Paul Gascoigne

## Utmärkelser

### Vinster
- 2018 – Årets bästa svenska album - Sonic Magazine för Alla känner apan [9]
- 2020 – Årets Textförfattare - SKAP för Mellan miljonprogram och Thailand, utdelat på Manifestgalan.

### Nomineringar
- 2018 – Årets rock - Grammis för På östkusten intet nytt[10]
- 2019 – Årets rock och Årets producent - Grammis för Alla känner apan[11]
- 2023 – Årets Textförfattare - SKAP för Inget här är byggt för oss[12]
- 2025 – Årets rock - Grammis för Noof Belfast – Nybro City[13]